# Boris I.
Boris I., poznat i kao Mihael Boris I. (?, oko 830. – Preslav, 2. svibnja 907.), bugarski knez (852. – 889.) iz klana Dulo. U pravoslavnoj crkvi štuje se kao Sveti Car Mihael Boris I. Kršteno ime Mihael dobio je po svom kumu, bizantskom caru Mihaelu III. ( 842. – 867.). Tijekom njegove vladavine u Bugarskoj je započelo pokrštavanje stanovništva te su državi dani čvrsti temelji za razvoj i napredovanje.

## Životopis
Naslijedio je prijestolje nakon smrti oca Presijana I. 852. godine. Ratovao je s Grcima te je uspio zauzeti dio Makedonije. Nakon toga je ratovao sa Srbima, Hrvatima i Francima, ali bez uspjeha. Isprva je imao diplomatske kontakte s rimskim papom, ali je naposljetku, 864. godine, prihvatio je kršćanstvo pod pokroviteljstvom bizantskog cara Mihaela III. Nakon što je Boris i dio plemstva prihvatio kršćansku vjeru, izbio je ustanak u Bugarskoj, koji je Boris ugušio tako što je ubio pedeset i dvoje velikaša zajedno s njihovim obiteljima.
Poslije propalih pregovora s patrijarhom Focijem I. o statusu bugarske Crkve, Boris se okrenuo papi Nikoli I. (858. – 867.) koji je na to poslao svoje izaslanstvo u Bugarsku. Kada su propali pregovori s papom Hadrijanom II. (867. – 872.), Boris se opet okrenuo Carigradu. Godine 870. Bizant mu je dopustio osnivanje samostalne bugarske arhiepiskopije. Godine 886. pružio je utočište Klementu, Naumu i Angelariusu, učenicima Ćirila i Metoda, protjeranima iz Moravske.
Godine 889. odrekao se prijestolja koje je prepustio sinu Vladimiru i povukao se u samostan. Međutim, kada je Vladimir stao na čelo pobune protiv kršćanske vjere, vratio se u aktivnu politiku, svrgnuo Vladimira s prijestolja i dao ga oslijepiti te je prijestolje predao trećem sinu, Simeonu I. Velikom (893. – 927.). Nakon toga, vratio se u samostan i umro kao redovnik.

## Vanjske poveznice
|  | Zajednički poslužitelj ima još gradiva o temi Boris I. |

- Boris I. Hrvatska enciklopedija
- Boris I. Proleksis enciklopedija
- Boris I. Britannica (engl.)

| Prethodnik:               | Bugarski knez (852. – 889.) | Nasljednik:            |
| Presijan I. (836. – 852.) | Bugarski knez (852. – 889.) | Vladimir (889. – 893.) |